# Prvenstvo Avstralije 1929
Prvenstvo Avstralije 1929 v tenisu.

## Moški posamično
Colin Gregory :  Richard Schlesinger, 6–2, 6–2, 5–7, 7–5

## Ženske posamično
Daphne Akhurst :  Louise Bickerton, 6–1, 5–7, 6–2

## Moške dvojice
Jack Crawford /  Harry Hopman :  Jack Cummings /  Gar Moon, 6–1, 6–8, 4–6, 6–1, 6–3

## Ženske dvojice
Daphne Akhurst /  Louise Bickerton :  Sylvia Lance Harper /  Meryl O'Hara Wood, 6–2, 3–6, 6–2

## Mešane dvojice
Daphne Akhurst /  Edgar Moon :  Marjorie Cox Crawford /  Jack Crawford, 6–0, 7–5